# Dimetocaína
Dimetocaína, também conhecida como DMC ou larocaína, é uma droga com efeito estimulante. Tal efeito se assemelha ao da cocaína, embora a dimetocaína seja menos potente. Assim como a cocaína, a dimetocaína causa dependência física e psicológica devido à estimulação da via de recompensa no cérebro. Porém, a dimetocaína é um substituto legal da cocaína em alguns países e é listada pelo Observatório Europeu da Droga e da Toxicodependência (OEDT) na categoria “derivados sintéticos da cocaína”. A estrutura química da dimetocaína, sendo um éster do ácido 4-aminobenzoico, assemelha-se à da procaína. Em temperatura ambiente, é encontrado na forma de um pó branco.
Quando um produto anunciado como dimetocaína, que foi vendido online no Reino Unido em junho de 2010, foi testado, descobriu-se que era uma mistura de cafeína e lidocaína, e a ausência de qualquer princípio ativo estimulante dopaminérgico em tais misturas pode explicar os efeitos recreativos limitados relatados por muitos usuários. Outras amostras testadas, no entanto, mostraram conter principalmente a dimetocaína como princípio ativo, de modo que a sustância foi relatada como sujeita a abuso por usuários de drogas intravenosas na Irlanda.

## História
A dimetocaína foi sintetizada pela companhia suíça Hoffmann-La Roche, em 1930. Foi vendida sob o nome de mercado de larocaína. Durante a década de 1930, a dimetocaína ganhou popularidade nos Estados Unidos como anestésico local. Assim como a cocaína e a procaína, a dimetocaína era usada em cirurgias, principalmente em odontologia, oftalmologia e otorrinolaringologia. No entanto, na década de 1940, a dimetocaína foi retirada do mercado por conta de seus efeitos psicoativos e risco de dependência. Atualmente, a dimetocaína é usada como droga de abuso devido a tais efeitos psicoativos. Ocasionalmente, é vendida como substituta da cocaína para contornar questões legais.

## Farmacologia

### Farmacodinâmica
A dimetocaína e outros anestésicos locais estruturalmente relacionados, como a cocaína e a procaína, inibem a captação de dopamina (DA) ao bloquear os transportadores de dopamina (DAT). O transportador de dopamina controla a dinâmica do neurotransmissor dopamina. Este neurotransmissor controla muitas funções, incluindo movimento, cognição e humor. Drogas como a cocaína e a dimetocaína induzem o excesso de dopamina ao inibir os transportadores de dopamina e, assim, desencadeiam um efeito eufórico. Além de inibir a captação de dopamina, a dimetocaína também demonstrou inibir a ligação de CFT, um inibidor de captação de dopamina diferente. Essas propriedades inibitórias são responsáveis pelos efeitos estimulantes da dimetocaína no sistema nervoso central. As medições in vivo e in vitro da atividade do transportador de dopamina mostraram que a dimetocaína é um potente inibidor da recaptação dopaminérgica.  No cérebro, esses efeitos foram observados principalmente no núcleo accumbens, uma região do prosencéfalo basal. A comparação das potências farmacológicas de diferentes anestésicos locais revelou a seguinte ordem de potência: cocaína, dimetocaína, tetracaína, procaína e cloroprocaína.
Além disso, a administração de dimetocaína demonstrou levar a respostas antinociceptivas em doses não tóxicas aplicada em camundongos. Sugere-se que essas respostas sejam, pelo menos parcialmente, causadas pelos efeitos da dimetocaína no sistema nervoso central. Um efeito de comprometimento da memória foi observado em camundongos após a administração de dimetocaína.

### Farmacocinética
Quando inalada, a dimetocaína começa a agir entre 10 a 30 minutos, com efeitos mais elevados em 60-120 minutos que se estendem até 4-6 horas. Os efeitos posteriores incluem fadiga e leve comprometimento mental.

## Metabolismo
As vias metabólicas exatas da dimetocaína ainda não foram pesquisadas, mas os diferentes metabólitos foram examinados em ratos Wistar. Após a administração de dimetocaína, diferentes metabólitos foram encontrados e identificados na urina. Devido a esses metabólitos, diferentes vias metabólicas foram postuladas. As principais reações de fase I são hidrólise de éster, desetilação, hidroxilação do sistema aromático ou uma combinação das três. As principais reações de fase II são N-acetilação, glucuronidação e uma combinação de ambas. Diferentes isozimas do citocromo P450 estão envolvidas nas etapas iniciais do metabolismo humano. A N-acetilação é catalisada pela isozima NAT2.

## Eficácia e efeitos colaterais
Assim como a cocaína, a dimetocaína inibe a captação de dopamina no cérebro, atuando nos transportadores de dopamina. A potência dessas drogas está ligada à sua afinidade pelos transportadores de dopamina e à sua potência de inibir a captação de dopamina.
Em estudos com Macaca mulatha, a afinidade da dimetocaína pelos transportadores de dopamina mostrou-se menor do que a da cocaína, enquanto a potência da dimetocaína para inibir a captação de dopamina é semelhante. Isso significa que mais dimetocaína é necessária para alcançar uma resposta semelhante à cocaína. Os efeitos máximos ocorreram dentro de 10 a 20 minutos após a injeção e diminuíram para os níveis basais após cerca de uma hora.
A dimetocaína é freqüentemente usada como substituto legal da cocaína. Como droga de abuso, costuma ser administrada por via intravenosa ou aspirada pelo nariz, porque a ingestão oral acelera o processo de hidrólise. Seus efeitos são euforia, estimulação, aumento da sociabilidade e melhora do humor. No entanto, como a droga age de forma semelhante à cocaína, ela tem efeitos colaterais negativos comparáveis. Esses efeitos colaterais incluem: taquicardia, dificuldade em respirar, dor no peito, vasoconstrição, insônia, paranoia e ansiedade.

## Toxicidade

### Humanos
A cocaína e outros anestésicos locais são conhecidos por produzir cardiotoxicidade ao bloquear os canais de sódio. No entanto, nenhum relatório foi publicado sobre esses efeitos de cardiotoxicidade associada à dimetocaína Existem poucas pesquisas sobre a toxicidade da dimetocaína em humanos e, portanto, as doses letais ou farmacológicas exatas são desconhecidas.

### Animais
Para camundongos, a dose em que ocorre toxicidade aguda em administração intravenosa é de 40 mg/kg e em injeção subcutânea é de 380 mg/kg. A dose letal de dimetocaína para um camundongo é estimada em 0,3g/kg.
Um teste de constrição abdominal foi realizado em camundongos, usando doses de 5, 10 e 20 mg/kg de dimetocaína administradas por via subcutânea. O teste mostrou respostas antinociceptivas, que são processos que bloqueiam a detecção de um estímulo doloroso ou prejudicial pelos neurônios sensoriais, e tais efeitos foram dependentes da dose administrada.
O comprometimento dos processos de memória foi considerado um efeito tóxico no teste do labirinto em cruz elevado em camundongos.

## Legalidade
Em 25 de setembro de 2019, a agência de saúde pública da Suécia sugeriu classificar a dimetocaína como uma substância perigosa.